# Греъм Фрай
Сър Греъм Фрай (на английски: Graham Fry) е британски дипломат. Посланик е на Обединеното кралство в Япония от 2004 г.

## Биография
Роден е на 20 декември 1949 г. в Шрусбъри, Англия. Завършва Оксфордския университет през 1972 г. Постъпва в британската дипломатическа служба през 1972 г. През 1974 г. заминава за Япония и след успешно завършване на езиково обучение работи в Британското посолство в Токио до 1978 г. Командирован отново в Токио от 1989 до 1993 г. През юли 2004 г. е назначен за британски посланик в Япония. Преди това е работил в Париж, а през 1998-2001 г. е върховен комисар в Малайзия.
Женен е за японката Тойоко, има 2 деца.